# Бойківщина (музей)
Історико-етнографічний музей «Бойківщина» (англ. Museum Bojkivshchyna) — музейний заклад, розташований у місті Самборі Львівської області.
Метою діяльності музею «Бойківщини» є комплектування, збереження, реставрація, дослідження, експонування та популяризація історико-мистецьких та інших пам'яток матеріальної і духовної культури українського народу.
Для туристів, які хочуть ознайомитися з історичним походженням бойків-українців, їхніми традиціями, звичаями, побутом та культурою, працівники музею проводять лекції, екскурсії, майстер — класи, тематичні вечори.

## Історія
Наприкінці 1920-х років у Самборі виникло товариство «Бойківщина», сформоване з українських інтелігентів, серед яких були, зокрема, педагог, письменник і музеєзнавець Іван Филипчак, адвокат і громадський діяч Володимир Гуркевич, лікар, етнограф, археолог і публіцист Володимир Кобільник, педагог, музеєзнавець і письменник Антін Княжинський, педагог, публіцист і науковець Михайло Скорик, інженер, картограф, культурно-громадський діяч Володимир Кордуба. Перше зібрання відбулося 9 жовтня 1927 року, тоді ж, окрім заснування Товариства, був заснований і музей при ньому.
Попри активну культурно-просвітницьку роботу, яку вони проводили в бойківському краю, також  започаткували   широку   науково-видавничу діяльність. З цією метою вчений провід Товариства ″Бойківщина″ заснував періодичне   видання ″Літопис  Бойківщини″,  яке у  підзаголовку мало ширше інформаційне розшифрування: ″Записки, присвячені дослідам історії, культури й побуту бойківського племени″. За неповних десять років існування (1931—1939) це видання встигло вийти одинадцятьма випусками (12 число ″Літопису″ було підготовлене до друку, але через першу більшовицьку окупацію не дійшло  до загалу).  Окрім  цього, Товариство  ″Бойківщина″  розпочало серію окремих видань про різні аспекти історії, побуту та фольклорної спадщини бойків.
«Літопис Бойківщини» 1931—1939 рр.
У зв'язку з повоєнними репресіями на теренах Західної України, які зачепили сподвижників ″Бойківщини″ Івана Филипчака, Антіна Княжинського та інших, доля музею була вирішена  у липні 1954 року жорстоким наказом Міністерства культури УРСР: л і к в і д у в а т и .
Відродження музею співпало зі створенням Незалежної Української держави. На прохання культурно-просвітницького Товариства ім. Володимира Кобільника у грудні 1990 року виконавчий комітет Самбірської міської Ради виділив приміщення під відновлений історико-етнографічний музей «Бойківщина» в колишньому будинку парафіяльної школи, збудованої мешканцями міста у 1679 році на старожитніх фундаментах XVI ст.
Сьогоднішня діяльність музею є продовженням жертовної праці наших попередників. У музеї функціонують три постійнодіючі експозиції:
- «Матеріально- господарська культура бойків та бойківської ноші», в якій представлені дерев'яні предмети бойківського хатнього побуту, жіночий і чоловічий бойківський одяг, зразки вишивок Турківщини, куточок бойківської хати, предмети ткацтва;
- «Родина Козакевичів» частина спадку родини Козакевичів та Ковшевичів − меблі кінця XIX початку XX століття, стародавні флакони, касетки, ампірний   годинник, альбом зі  світлинами, вперше робленими   в   Галичині, колекція живопису батька, родинні портрети художників Мартина  Яблонського та Яна Піньонжка, колекція старих українських поштівок, цікаві документи XVI-XIX століття та інші речі, які заповіла Лідія Козакевич українському народу;
- ведеться наукове опрацювання експозиції  національно-визвольних змагань «Боротьба за українську державність на Самбірщині та Бойківщині», де представлено матеріали   про  активних  діячів ЗУНР, ОУН, УПА, УГВР, дивізія «Галичина» Закерзоння — Михайла Іванця, Осипа Курилася, Андрія Чайковського, Кирила Осьмака, Степана Бандери, Романа Шухевича, Ярослава Стецька, Степана «Хріна» Стебельського, Миколи Лебедя, Василя Мізерного, Михайла Піцюри.

Окрема експозиція, присвячена письменнику, адвокату, громадсько-політичному діячу, уродженцю міста Самбора, повітовому комісару ЗУНРу Андрію Чайковському.
Відтворена криївка в розрізі (лава, стіл, посуд, побутові речі, драбина, друкарська машинка, карти бойових дій, погруддя «Хріна» Стебельського у виконанні скульптурки з Канади Аріадни Шум-Стебельської, матеріали про родину Стебельських, передані жителькою м. Самбора п. Дарією Томашек та родичами зі Львова (родинна світлина 1913 р.). Дана експозиція доповнена банерами у газетній формі, спільним проектом музею «Бойківщина» з Самбірським об'єднанням всеукраїнського товариства «Просвіта»  імені Тараса Шевченка під назвою «Етюди з історії Самбірщини», за матеріалами переданими самбірчанином п. Тарасом Козбуром (США), що висвітлюють трагічні події 1941 року в місті Самборі, а також провіднику, полковнику визвольних змагань в Україні, творцю і засновнику УВО та ОУН Євгену Коновальцю.
Першим доробком у науковій роботі музею є опрацювання монографії д-ра Юліана Євгена Рабія «Княжий город Самбір»(видавництво «Місіонер» 2000 року).
На сьогоднішній день музей здійснив перевидання «Літопису Бойківщини» 1931-1939 років, що є справою честі перед засновниками Товариства та музею «Бойківщина», які внесли неоціненний вклад у збереженні бойківської культури.
У 2013 році вийшов « у світ» альбом — каталог«Оновлення традицій» з посвятою до ювілею 120 річниці від дня народження Ісповідника Віри, Патріарха, Кардинала УГКЦ Йосифа Сліпого. Виставка ікон кафедри сакрального мистецтва ЛАМ у музеї «Бойківщина» (Самбір). Від Різдва до Великодня. Великдень. Від Великодня до Покрови. Від Покрови до Миколая. Від Миколая до Богоявлення.- Львів: Каменяр, 2013.-136с., іл.